# Spoorlijn Ehrang - Trierer Hafen
De spoorlijn Ehrang - Trierer Hafen is een Duitse spoorlijn in Rijnland-Palts en is als spoorlijn 3148 onder beheer van DB Netze.

## Geschiedenis
Het traject werd door de Deutsche Bahn bij de aanleg van de haven geopend in 1965.  

## Treindiensten
De lijn is alleen in gebruik voor goederenvervoer.

## Aansluitingen
In de volgende plaatsen is of was er een aansluiting op de volgende spoorlijnen:
Ehrang
DB 3142, spoorlijn tussen Ehrang en de aansluiting W204